# Kazimierz Gilarski
Kazimierz Gilarski (7 de maio de 1955 de 1953 — 10 de abril de 2010) foi um militar polaco.
Foi uma das vítimas do acidente do Tu-154 da Força Aérea Polonesa.